# Archibald Russell (navire)
L'Archibald Russell est un navire de charge, grand voilier et quatre-mâts barque en acier. Il a été en service de 1905 à 1939. Il transportait du charbon, du nitrate, du blé et diverses marchandises autour du monde (Amérique du Sud, Chili, Australie) vers l'Europe via le cap Horn ou le cap de Bonne-Espérance. Il est le dernier grand voilier construit sur le fleuve Clyde en Écosse et un des rares avec deux longues quilles de roulis (appendices de coque limitant le roulis). Il a été démoli en 1949.

## Histoire

### Construction
C'est un quatre-mâts barque en acier muni de quilles de roulis (quilles de bouchain) de 3,08 m de long (120 pouces anglais) sur ses deux bords. Il est construit en 1905 par Scotts Shipbuilding and Engineering Company à Greenock (Écosse) sur le fleuve Clyde. Il est donné pour 88,8 m de long, 13,2 m de large et un tirant d'eau de 7,3 m. Il jauge 2 385 tonneaux et a un port en lourd de 3 950 t. Il file 17 nœuds maximum. Il est lancé le 23 janvier 1905. À sa sortie du chantier naval, il a coûté 23 750 £.

### Carrière

#### 1905-1923
Il navigue sous pavillon britannique pour le compte de John Hardie & Sons de Glasgow. Son port d'attache est Port Talbot. De février à mai 1906, il effectue la traversée Sydney-Falmouth à pleine charge en 93 jours, ce qui restera la traversée la plus rapide de l'année sur cette voie pour un  grand voilier.

#### 1923-1929

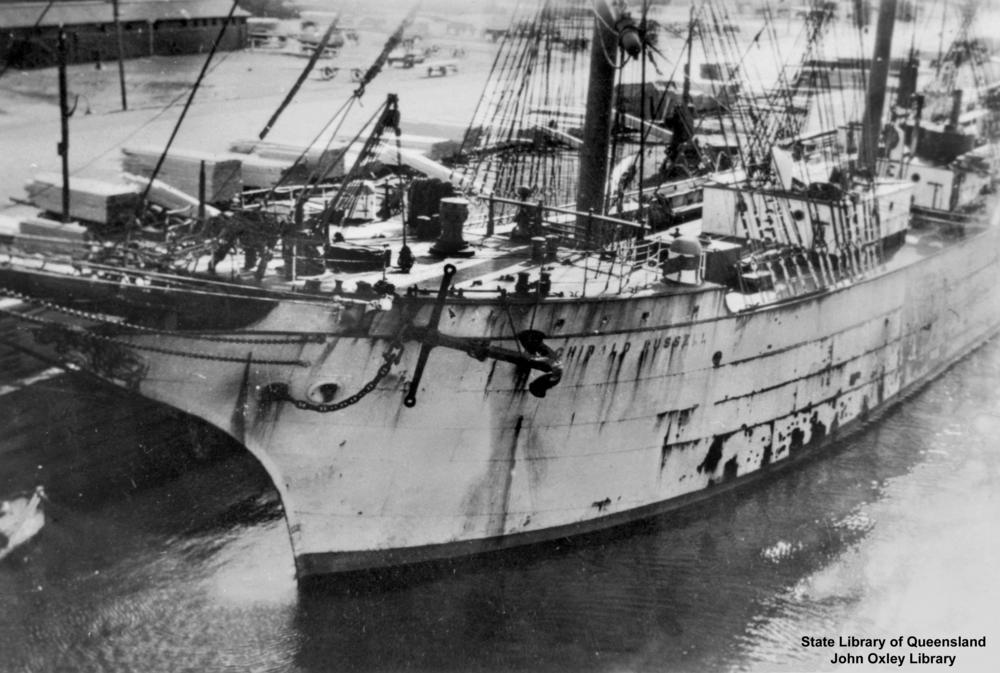
L'Archibald Russell à quai à Melbourne en 1929.

En décembre 1923, il passe sous pavillon de la Finlande et le contrôle de l'armateur de Mariehamn Gustaf Erikson (1872-1947). Le navire est acheté 5 500 £. Il transporte toujours du nitrate du Chili puis du blé d'Australie et autres cargaisons vers l'Europe. Il participe à la Course du blé. La Course du blé est une compétition non officielle entre grands voiliers qui se déroula de 1921 à 1939. Pour la Course au blé (en) de 1927 entre Port Lincoln et Queenstown (aujourd'hui Cobh), alors qu'il menait, il est devancé par le Herzogin Cecilie qui fait le trajet en 98 jours. Il remporte en 1929 cette course entre Williamstown (Melbourne) et Queenstown en 93 jours.

#### Seconde Guerre mondiale
Le navire est à quai de déchargement à Port of Hull (en) quand le conflit éclate, puis il est retenu par les Britanniques. Ceux-ci ne le font pas naviguer. Quand la Finlande entame sa guerre de continuation en 1941 et se trouve de fait ennemie des Britanniques, le bateau est stationné à Goole.

#### Après-guerre

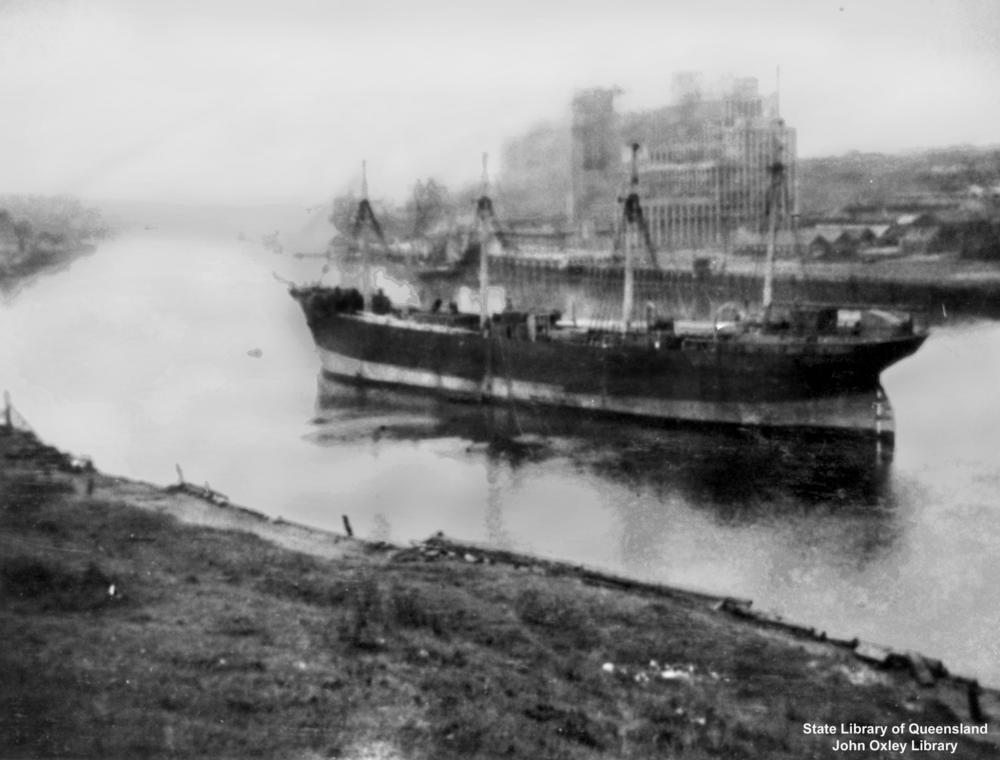
L’Archibald Russell au mouillage sur la Tyne en 1948.

Il est rendu en mars 1948 à Edgar Erikson (1915-1986), fils de Gustaf Erikson, mort en 1947. Devenu non rentable, il est désarmé. En 1949, il est vendu à la British Iron & Steel Corporation et démoli par la société J.J. King and Co de Gateshead on Tyne.

## Sources

### Sources numériques
- (en) Cet article est partiellement ou en totalité issu de l’article de Wikipédia en anglais intitulé « Archibald Russell (ship) » (voir la liste des auteurs)..